# Museo Arqueológico de Asturias

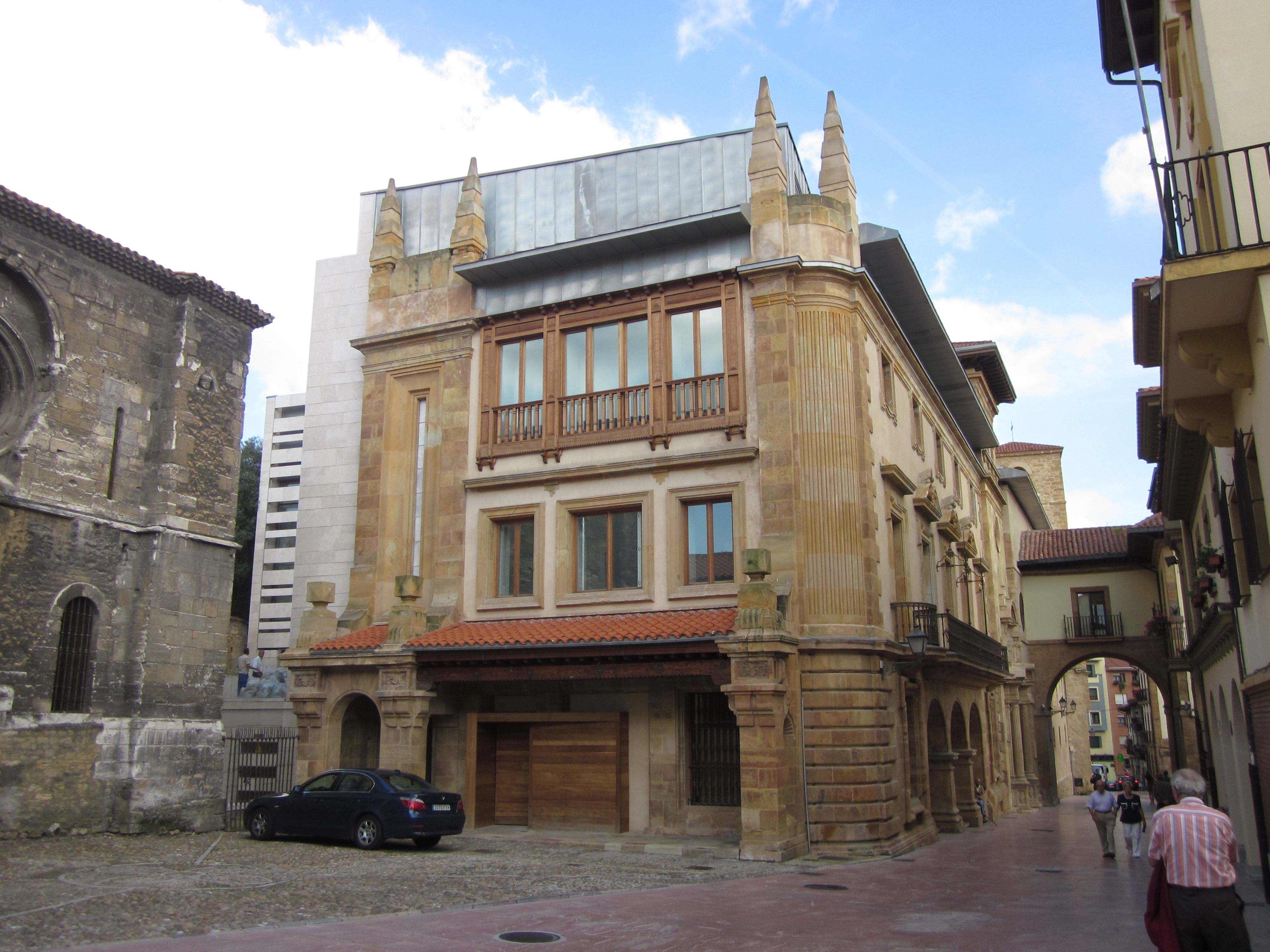
Museo Arqueológico de Asturias

Das Archäologische Museum von Asturien (span. Museo Arqueológico de Asturias) in Oviedo ist ein Regionalmuseum, dessen Aufgabe die Bewahrung des kulturellen und archäologischen Erbes des Fürstentums Asturien ist.

## Geschichte
Die 1845 zum Schutz der spanischen und asturischen Kulturgüter und Kulturmonumente gegründete Comisión Provincial de Monumentos  eröffnete 1870 im ehemaligen Convento de San Francisco ein Museum für Stücke aus Asturien sowie weitere, gespendete Stücke. Die offizielle Gründung des Museo Arqueológico de Asturias erfolgte 1944. Der Umzug und die Eröffnung am gegenwärtigen Standort, dem ehemaligen Benediktinerkloster Sankt Vincent (Monasterio de San Vincente) erfolgte am 21. September 1952.
Die Kollektion wächst seitdem beständig weiter, v. a. durch Funde, Spenden und den Ankauf von Objekten.
Die 1998 durch das Ministerio de Cultura beschlossenen Renovierungs- und Umbaumaßnahmen wurden ab 2004 unter Leitung der Architekten Fernando Pardo Calvo und Bernardo García Tapia ausgeführt. Die Umbaumaßnahmen vergrößerten die Fläche des Museums auf 5.810 m². Davon werden 2.013 m² allein als dauerhafte Ausstellungsfläche genutzt. Die Kosten der Umbaumaßnahmen beliefen sich insgesamt auf 16 Millionen Euro.
Das Museum wurde am 21. März 2011 wiedereröffnet.
Die Basis der Ausstellungsstücke stellten von Privatleuten zusammengetragene Sammlungen, die seitdem jährlich weiter anwachsen. Neben privaten Kollektionen, die gespendet werden, tragen auch die archäologischen Unternehmungen in Asturien zum Wachstum der Kollektion bei. Durch die breite Sammlung an Exponaten dient es nicht nur als eine Referenz, sondern auch als eine Verbindung zu den anderen archäologischen Stätten und Interpretationszentren in Asturien.

## Gebäude
Seit 1952 befindet sich das Museum in Teilen des ehemaligen Benediktinerklosters San Vincente, inklusive des dazugehörigen Kreuzgangs, der seit 1934 als nationales Monument (monumento nacional) gilt. Die Geschichte des Gebäudes ist stark mit der Entstehung der Stadt verbunden.
Das Kloster San Vincente wurde wahrscheinlich im Jahr 761 gegründet während der Regentschaft von Fruela I. Von diesem ersten Gebäude sind nur noch wenige Reste vorhanden. Teile davon befinden sich noch im heute sichtbaren Kreuzgang, der in der Dekade der 1530er Jahre unter Juan de Badajos el Mozo begonnen und von Juan de Cerecedo el Viejo y Juan de Cerecedo de Mozo in den 1570er Jahren fertiggestellt wurde.
Über den Kreuzgang kann man heute noch in einen Raum des ehemaligen Klosters gelangen, der über Beichtstühle verfügt, die das Kloster baulich mit der angrenzenden Kirche Santa Maria de la Corte verbinden und es den Mönchen ermöglichten, die Beichte abzunehmen, ohne das Kloster verlassen zu müssen.

## Ausstellungsstücke
Durch die sogenannte Desamortización, im Jahre 1837 kam es zu einer Freisetzung einer großen Menge an religiösen Kunstgegenständen, die durch die Comisión de Monumentos de Asturias während des 19. Jahrhunderts weitgehend gesammelt und geschützt werden sollten. Dieser Komplex an Stücken bildet die Basis des Archäologischen Museums, der im Laufe der Jahre durch Spenden erweitert wurde.
Im Verlauf der 1960er und 1970er Jahre wurden durch die Diputación de Oviedo Käufe von diversen Objekten u. a. Holzarbeiten und Möbel realisiert. Unter diesen Käufen befanden sich auch drei herausragende Sammlungen. Die Sammlung der Erben von Soto Cortés, welche Stücke aus allen archäologischen Epochen enthält, eine numismatische Sammlung von Pedro Hurlé Mansó und die Sammlung von Tomás Fernández Bataller, welche aus Waffen und Geld bestand.
Mit dem Beginn der 1970er Jahre wurde das Museum durch weitere Investigationen um Ausstellungsstücke aus den Epochen des Paläolithikums, der Bronze- und Eisenzeit sowie der römischen Epochen erweitert. Seit den 1990er Jahren, befördert vor allem durch ein neues Kulturmanagement im Bereich der Archäologie in Spanien, stieg die Anzahl der dem Museum überlassenen Ausstellungsstücke erneut an. Dabei waren es vor allem Stücke aus dem Mittelalter, gewonnen aus den historischen Stadt- und Dorfkernen sowie den zahlreichen Kirchen und Klöstern, von denen viele zu dieser Zeit restauriert wurden.

### Dauerausstellung
Die Dauerausstellung umfasst den Zeitraum der Vorgeschichte bis hin zum Mittelalter in Asturien. Insgesamt gibt es fünf thematisch abgeschlossene Gebiete im Museum (Prähistorische Zeiten, Neolithikum und die Metallzeiten, die Zeit der Castros, Römer in Asturien und das mittelalterliche Asturien). Der konzeptionelle Rahmen des Museums ist auf die Provinz Asturien und seine Bewohner während der verschiedenen Epochen gelegt. Das Design der Ausstellung ist zeitgemäß und modern gestaltet, neben den Ausstellungsstücken gibt es Videoinstallationen, die dem Besucher die Ausstellungsstücke in ihrer Nutzung verdeutlichen, wie auch interaktive Installationen, die spielerisch die Ausstellungsstücke näher bringen.

### Prähistorische Zeit
Der prähistorische Teil der Ausstellung ist der erste Teil und befindet sich auf im ersten Stockwerk des Museums. Zu Beginn der Ausstellung wird dem Besucher eine Rekonstruktion des Paläoambientes nähergebracht, verdeutlicht durch Tierknochen aus den jeweiligen Epochen. Zudem verfügt der Teil über zahlreiche Stein- und Knochenwerkzeuge sowie eindrucksvolle Kunstgegenstände. Besonders erwähnenswert sind die Knochenharpunen sowie die Kunstgegenstände, die sowohl in Knochen als auch auf Stein gearbeitet sind.

### Neolithikum und Metallzeiten
Dieser Teil der Ausstellung schließt direkt an die Prähistorische Zeit an und befindet sich ebenfalls im ersten Geschoss. Besonderer Fokus dieses Teils liegt auf dem, für die Region wichtigen, Bergbau, der hier Grundlage für die Metallzeitalter lieferte. Durch die Exponate wird veranschaulicht, wie man sich Metallgewinnung in Bronze- und Kupferzeit vorzustellen hatte. Neben einigen Bestattungen in Höhlen widmet sich ein weiterer Teil Hügelgräbern und Dolmen.

### Die Zeit der Castros
Im zweiten Stockwerk beginnt die Ausstellung mit der Zeit der Castros, die vor allem ab der Eisenzeit in Asturien vermehrt auftraten. Neben Rekonstruktionen des Castros Chao Samartín liegt hier der Fokus ebenfalls auf dem Bergbau und zahlreichen Schmuckstücken und Fibeln. Besonders sticht hier ein Ausstellungsstück heraus, das eine Mine in der Epoche der Castros darstellt. Bei den Stützpfeilern aus Holz handelt es sich um Originale, die in situ in den Minas de Boinás gefunden wurden. Die Holzpfeiler wurden mit Hilfe von Dendrochronologie auf das Jahr 56 n. Chr. datiert.

### Römer in Asturien
Von den Castros geht es nahtlos über in den römischen Teil der Geschichte Asturiens. Anhand von Stelen, Altären und Rekonstruktionen von Siedlungen wird die römische Epoche in Asturien dargestellt. Weitere Ausstellungsstücke sind Waffen, Fibeln, Keramik- und Glasgegenstände. Besondere Erwähnung verdienen auch die sog. „Itinerario de barro“, Tonplatten, welche eine Art von Karte darstellen, jedoch nicht bildlich, sondern rein schriftlicher Natur sind.

### Mittelalterliches Asturien
Der finale Teil der Ausstellung behandelt das Mittelalter in Asturien und befindet sich im dritten Stock. Dieser stellt einen besonders wichtigen Teil der Ausstellung dar, da von Asturien aus die Eroberung der islamischen Teile Iberischen Halbinsel vorangetrieben wurde. Die meisten der Ausstellungsstücke sind aus kirchlichem Kontext, Säulen, Kapitelle und Dekorationen, und gehören zur Epoche der Präromanik. Daneben finden sich aber auch Objekte des Alltags wie Keramik und Metallgegenstände.